# SS Oregon (1883)
Ne doit pas être confondu avec SS Oregon (1882) de la Dominion Line
Le SS Oregon (1883), deuxième du nom, est un paquebot transatlantique de la compagnie maritime britannique Guion Line construit en 1883. Il est le troisième d'une série de trois paquebots rapides (avec l’Arizona et l’Alaska) commandés par Stephen Barker Guion, le directeur de la Guion Line aux chantiers navals John Elder & Co. à Govan (Écosse). Il dessert la ligne transatlantique entre Liverpool et New York via Queenstown et devient en 1884 le paquebot transatlantique le plus rapide du monde en décrochant le Ruban bleu, détenu par son prédécesseur l'Alaska depuis deux ans, en 7 jours 2 heures et 18 minutes à la vitesse moyenne de 17,12 nœuds entre New York et Queenstown.
Revendu quelques mois plus tard à cause des difficultés financières du directeur de la compagnie, il est racheté par la Cunard Line, une des principales compagnies maritimes au monde pour laquelle il améliore son record en 1885 dans le sens ouest-est. Affrété par la Royal Navy pendant quelques mois en 1885 à cause de menaces de guerre avec la Russie, il est démobilisé peu de temps après et rendu au service civil sur la même ligne. Le 14 mars 1886, il fait naufrage à quelques kilomètres au large de Long Island, New York, après une collision avec une goélette inconnue. Heureusement, les quelque 900 passagers et membres d'équipage sont tous secourus par d'autres navires. Son épave gisant à une faible profondeur, ses mâts sont restés longtemps visibles au-dessus des flots et la proximité de New York en fait encore aujourd'hui une des épaves les plus célèbres et les plus prisées des plongeurs et des archéologues sous-marins.

## Histoire

### Carrière pour la Guion Line
La Guion Line est une compagnie maritime britannique qui propose un service hebdomadaire sur la ligne transatlantique. Face à la concurrence de ses rivales, la Cunard Line, la White Star et l'Inman Line, elle ne peut aligner que deux paquebots rapides, l’Arizona et l’Alaska. Compte tenu des temps de trajet (un peu plus d'une semaine), elle ne peut proposer que deux fois par mois un service rapide dans chaque sens ; les autres paquebots de la compagnie étant réputés lents. C'est pour remédier à ce problème et rivaliser avec ses concurrentes sur le terrain de la rapidité mais aussi du confort que le directeur de la compagnie, Stephen Baker Guion, commande un troisième paquebot aux chantiers navals John Elder & Co. qui ont déjà construit ses deux prédécesseurs. Comme eux, il est construit au quai Fairfield des chantiers navals à Govan en Écosse, pour un coût de 1 250 000 $. La Guion Line souhaite aussi conserver le Ruban bleu conquis en 1882 par l’Arizona.

### La conquête du Ruban bleu
Dès sa première année de mise en service, il succède à ses deux prédécesseurs de la Guion Line et décroche en avril 1884 le Ruban bleu qui récompense la traversée la plus rapide de l'Océan Atlantique en 7 jours 2 heures et 18 minutes à la vitesse moyenne de 17,12 nœuds entre New York et Queenstown. Au retour, il bat également le record de vitesse transatlantique dans le sens ouest-est en 6 jours, 10 heures et 10 minutes à une vitesse moyenne de 18,56 nœuds,.

### Carrière pour la Cunard Line

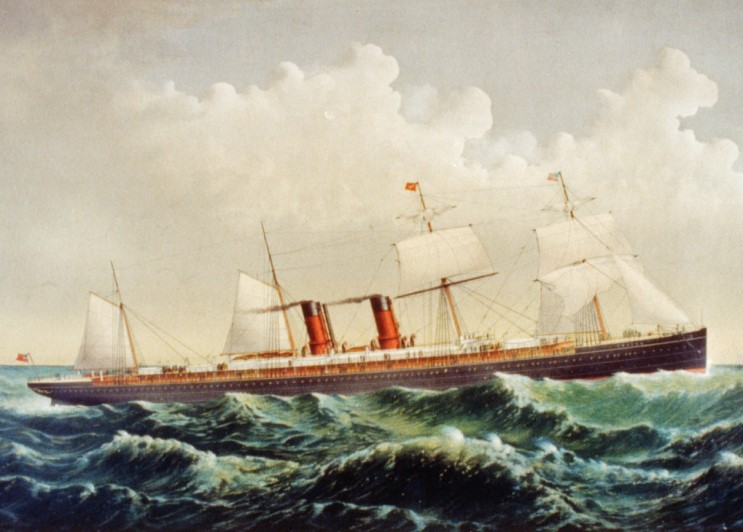
LOregon peint en 1884 sous les couleurs de la Cunard Line par Currier & Ives.

Face aux difficultés du directeur de la compagnie, Stephen Guion, la Guion Line ne peut payer les chantiers navals et la décision est prise de le retourner à ses constructeurs. Ceux-ci sont alors en train de construire deux paquebots (l’Etruria et le Cambria) commandés par la Cunard Line afin de ravir le Ruban bleu et la Cunard en profite pour acheter directement l’Oregon pour la somme de 616 000 £. C'est sous le pavillon de ses nouveaux propriétaires que l’Oregon améliore son record à trois reprises dans le sens ouest-est.

### Reconversion militaire pour la Royal Navy
En mars 1885, il fait partie des 16 paquebots réquisitionnés par l'Amirauté britannique lors des tensions qui font craindre qu'éclate une guerre entre le Royaume-Uni et l'Empire russe à propos de l'Afghanistan que la Russie vient d'annexer en partie alors que le pays est sous protectorat britannique depuis la seconde guerre anglo-afghane (1879). Il est un des deux seuls paquebots (avec le Moor de l'Union-Castle Line) effectivement reconverti par la Royal Navy comme croiseur auxiliaire avant d'être rapidement démobilisé une fois les tensions apaisées et rendu à la Cunard Line en novembre 1885.

## Le naufrage

### La collision
Après avoir pris livraison de ses deux nouveaux paquebots (qui battront tour à tour le record de l’Oregon et décrocheront le Ruban bleu), l’Oregon n'est plus aussi utile sur la ligne principale et la décision est prise de le transférer sur la ligne Liverpool—Boston. C'est au cours d'un de ses derniers voyages pour New York que s'achève brutalement sa carrière.
Le 6 mars 1886, l’Oregon appareille de Liverpool avec à son bord 186 passagers de 1re classe, 66 de 2e et 395 passagers d'entrepont. Le 14 mars 1886, à 4 h 30, alors qu'il se situe seulement à environ 25 kilomètres des côtes de Long Island et 8 de Fire Island, il entre en collision avec une goélette inconnue. Tandis que la goélette fait immédiatement naufrage avec tous ses passagers, l’Oregon prend l'eau par la large brèche occasionnée par la collision. Celle-ci est d'après les témoins « assez large pour faire passer un cheval et un wagon ».

### Le sauvetage

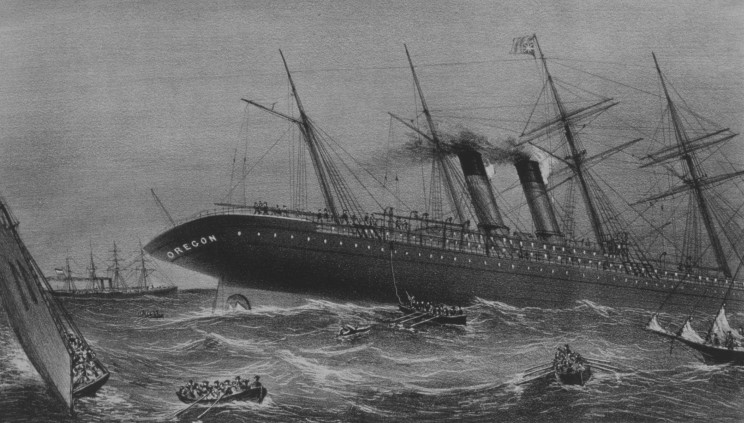
Le naufrage de l’Oregon par Currier & Ives (1886).

C'est à 8 h 30 que les passagers sont évacués à bord des goélettes Fannie A. Gorham et Phantomm qui ont répondu aux signaux de détresse de l’Oregon. Puis, à 10 h 30, l'arrivée du paquebot allemand Fulda de la Norddeutscher Lloyd permet de transférer les rescapés sur un navire plus grand afin de les rapatrier au port de New York.
Le sauvetage se passe très bien et tous les passagers sont évacués sains et saufs. L'officier John Huston sauve la vie de trois enfants tombés dans les flots glacés. Les témoins rapportent aussi que du thé et du café chaud sont même servis aux rescapés durant leur transfert. Le capitaine Philip Cottier aura ainsi comme premiers mots pour les journalistes qui l'interrogent à son arrivée à New York : « Je n'aurais jamais pensé qu'un tel problème puisse se régler si facilement. » Tandis que l'officier John Huston et son second John Hood tentent de colmater la brèche, le capitaine Cottier tente d'atteindre Fire Island qui n'est distante que de 8 kilomètres. La perte de ses chaudières noyées l'oblige à stopper les machines et abandonner le navire qui a surnagé depuis 8 heures.
C'est vers 12 h, soit 8 heures après la collision que l’Oregon coule sans faire de victimes dans des eaux de faible profondeur (environ 40 mètres de fond), ses mâts émergeant des flots.
La Cunard Line enverra plusieurs expéditions pour évaluer si l'épave peut être renflouée mais constatera que la coque s'est brisée en deux en touchant le fond. Elle parviendra à sauver une importante cargaison de diamants mais la perte du navire est estimée à 3,166 millions de $, incluant 1,25 million pour le navire, 700 000 pour la cargaison, 216 000 pour les bagages des passagers ainsi qu'1 million en argent et autres objets de valeurs.

### Des questions toujours en suspens
L'identité de la goélette n'a jamais pu être formellement identifiée bien qu'il ait souvent été avancé qu'il puisse s'agir du Charles H. Morse dont la disparition est signalée cette nuit-là. Son épave n'a toutefois jamais pu être retrouvée.
D'autre part, certaines questions demeurent. Pourquoi le commandant ne se trouvait-il pas à son poste alors que le navire s'approchait des côtes ? Pourquoi les vigies n'ont-elles pas utilisé leur jumelles ?
Certains témoignages pointent d'autres lacunes dans la version officielle. Ainsi John Hopkins témoigne au New York Times : « J'étais debout car j'avais été malade tout le voyage et incapable de trouver le sommeil. Je prenais un thé et quelques toasts lorsque j'ai entendu un énorme bruit et ressenti un immense qui secoua le navire de la proue à la poupe, un fracas effroyable comme si une immense masse de tôle s'écroulait. »
Un autre passager rapporte toujours au Times que la nuit était claire et calme et qu'il avait vu les lumières de l'autre navire au moins une demi-heure avant la collision. Madame Hurst rapporte aussi avoir vu une lumière rouge avant la collision, ce qui contredit la version donnée par le capitaine qui dormait au moment de la collision mais affirme que les lumières de la goélette étaient blanches. La couleur des lumières a son importance car elles signifient quel navire est prioritaire. Le capitaine Cottier a été jugé responsable par le bureau d'enquête commandité par la Cunard Line à Liverpool et n'a plus jamais commandé.

### L'épave
Elle git toujours à une faible profondeur (environ 40 mètres) à environ 35 kilomètres au sud-est de Fire Island et bien que les ponts et la coque se soient désagrégés, ses machines et ses chaudières sont encore en très bon état. L'épave est très prisée des plongeurs et des archéologues sous-marins, particulièrement américains grâce à sa proximité de New York et son accessibilité. De nombreux objets ont été remontés de l'épave dont des chandeliers.

## Caractéristiques

### Caractéristiques techniques
L’Oregon est légèrement plus large (16,5 mètres soit 6,5 % de plus) et plus profond que l’Alaska, son prédécesseur mais avec la même longueur (159 mètres), ceci afin de réduire le ratio longueur/largeur de la coque et remédier aux problèmes de vibrations connues par les deux autres paquebots de la série. Bien qu'il fût prévu de le construire en acier pour éviter le fiasco du clipper City of Rome de l'Inman Line, la rareté et le coût du nouveau matériau conduisit à se rabattre sur le matériau traditionnel : le fer. L’Oregon est ici le dernier paquebot rapide construit en fer à avoir remporté le Ruban bleu.
Sa coque est divisée en neuf compartiments étanches et comprend cinq ponts ainsi qu'une étrave renforcée pour résister à la puissance des vagues. Ses machines à triple expansion sont composées d'un cylindre de haute pression de 180 cm de diamètre flanqué de deux cylindres de basse pression de 260 cm de diamètre. Cette propulsion lui donne une puissance beaucoup plus importante que l’Alaska avec 12 500 CV (contre 8 300 pour l’Alaska). Les neuf chaudières Fox ont chacune une dimension de 5,10 mètres de longueur pour 5,02 mètres de largeur. La consommation journalière est de 300 tonnes de charbon (soit 50 de plus que l’Alaska et 165 de plus que l’Arizona). L'hélice mesure 7,3 mètres de diamètre et se compose de 15 pales en acier.

### Emménagement
L’Oregon est, comme ses prédécesseurs, un compromis entre les deux priorités de la compagnie : sa clientèle traditionnelle de migrants, particulièrement irlandais, et des passagers plus aisés, notamment américains que la Guion Line a souhaité attirer en concurrençant la Cunard Line et la White Star Line sur le terrain de la vitesse et du confort. Le navire est ainsi équipé pour accueillir 340 passagers de cabine (l'équivalent de la 1re classe), 92 de 2e classe et 1 000 passagers d'entrepont, essentiellement des émigrants irlandais à destination des États-Unis qui embarquent à Queenstown. Les passagers d'entrepont bénéficient de plus de confort que sur d'autres navires, avec en particulier l'introduction de couchettes dans des cabines en plus des habituels dortoirs collectifs.
Le Grand Salon situé à l'avant du navire peut accueillir les 340 passagers de cabine dans un décor dominé par le blanc et l'or. Il mesure 19,8 mètres de long sur 16,5 de large ; les panneaux y sont en bois satiné et les pilastres en noyer couronnés de chapiteaux dorés. Il est surmonté d'une coupole de 7,6 mètres de diamètre et 4,6 de hauteur qui culmine à plus de 6 mètres du sol qui offre beaucoup de lumière.
De manière générale, le navire est bien ventilé et éclairé, notamment par des lampes électriques fournies par la compagnie Edison. Il offre des équipements de confort aux passagers de 1re classe tels qu'un salon pour dames sur le pont-promenade, un fumoir pour hommes décoré de panneaux d'acajou d'Espagne et d'un pavement de mosaïque au pont supérieur près de l'entrée principale du grand salon. Le bois utilisé pour le salon des dames, la cabine du capitaine et l'entrée principale du grand salon proviennent du nord-ouest des États-Unis, l'état d'Oregon d'où le navire tire son nom.